# Mistrzowie NCAA w futbolu akademickim
Mistrzowie NCAA w futbolu akademickim – mistrzowie Stanów Zjednoczonych w futbolu amerykańskim ogłaszani przez organizację National Collegiate Athletic Association. Najlepsza drużyna otrzymuje tytuł National Champion (mistrz kraju).

## Sposoby wyłaniania mistrza
Futbol amerykański jest jedynym sportem akademickim, w którym nadzorująca go NCAA nie organizuje turnieju w celu wyłonienia najlepszej drużyny w kraju. Z tego powodu zespoły uczelniane – grające w różnych konferencjach i niemające okazji spotkać się na boisku – klasyfikuje się, używając różnych metod kalkulacyjnych lub poprzez głosowania prowadzone przez organizacje zrzeszające trenerów, dziennikarzy i ekspertów. Mimo że rankingi ustalane są niezależnie od NCAA, uznaje ona około 40 różnych źródeł klasyfikacji (dawnych i obecnych), cytując je w swoich publikacjach.
Regularne rankingi zespołów akademickich publikowane są od 1926, choć pierwsze powstały już w latach 1905-1907. W latach 20. i 30. XX wieku na podstawie archiwów dokonano wyboru najlepszych drużyn także z lat poprzednich (od 1869).
Aby uniknąć sytuacji, w której kilka drużyn zostaje uznanych za najlepszą (np. w 1981 było ich sześć), i obiektywniej zdecydować o mistrzostwie, od sezonu 1998 organizuje się Bowl Championship Series z meczem finałowym, w którym dwa najwyżej sklasyfikowane zespoły (również na podstawie rankingu będącego kombinacją głosowania i wyliczeń komputerowych) grają o tytuł.
Do sposobów wyłaniania mistrza należą:
- głosowanie agencji Associated Press (AP Poll), zrzeszającej 60 dziennikarzy sportowych
- mecz o mistrzostwo (BCS National Championship Game) oraz głosowanie trenerów (USA Today Coaches’ Poll), którego zwycięzcą musi być zwycięzca meczu finałowego (z powodu umowy z BCS)
- turniej o mistrzostwo (College Football Playoff).

### AP Poll
Głosowanie, w którym co tydzień w trakcie sezonu bierze udział 60 dziennikarzy sportowych z całych Stanów Zjednoczonych, polega na przygotowaniu przez każdego z nich listy 25 najlepszych zespołów uszeregowanych od 1. do 25. miejsca zgodnie z dotychczasowymi osiągnięciami oraz ich własnymi obserwacjami. Pierwsza na liście drużyna otrzymuje 25 punktów do rankingu, a drużyna z miejsca ostatniego – jeden. Następnie sumuje się wszystkie punkty przyznane przez trenerów, otrzymując cotygodniowy ranking. Istotne jest również, że punkty uzyskane w poprzednich tygodniach nie są brane pod uwagę przy tworzeniu nowej klasyfikacji.

### USA Today Coaches’ Poll
Głosowanie odbywa się w identyczny sposób jak AP Poll, ale wyboru dokonuje 59 trenerów drużyn akademickich. Głosowanie trenerów w przedostatnim tygodniu bierze się częściowo pod uwagę przy typowaniu dwóch najlepszych drużyn, które zagrają w meczu mistrzowskim BCS. W swoim końcowym głosowaniu każdy z trenerów jest zobowiązany umieścić zwycięzcę finału na 1. miejscu swojej listy, gdyż spowodowane jest to umową pomiędzy nimi a BCS.

### BCS National Championship Game
Rozgrywany od 1998 mecz finałowy rozgrywany był po zakończeniu sezonu regularnego. W celu wytypowania dwóch najsilniejszych ekip, które zagrają ze sobą o mistrzostwo, używało się kombinacji rankingów: USA Today Coaches’ Poll, Harris Interactive College Football Poll oraz kilku rankingów komputerowych. Zwycięzca otrzymywał puchar ufundowały przez Związek Trenerów Futbolu Amerykańskiego (American Football Coaches Association), w którym zrzeszeni są trenerzy dokonujący głosowania.

### College Football Playoff
Turniej ten zastąpił w 2015 mecz finałowy BCS National Championship Game. Do College Football Playoff kwalifikują się cztery zespoły które po zakończeniu sezonu regularnego zostają wybierane przez komitet składający się z 13 osób, na podstawie rankingu.

## Bilans drużyn
Stan na rok 2025.
| Princeton Tigers*                                                                                              | 28 | 1869, 1870, 1872, 1873, 1874, 1875, 1877, 1878, 1879, 1880, 1881, 1884, 1885, 1886, 1889, 1893, 1894, 1896, 1898, 1899, 1903, 1906, 1911, 1920, 1922, 1933, 1935, 1950 |
| Yale Bulldogs*                                                                                                 | 26 | 1872, 1874, 1876, 1877, 1879, 1880, 1881, 1882, 1883, 1884, 1886, 1888, 1891, 1892, 1893, 1894, 1895, 1897, 1900, 1901, 1902, 1905, 1906, 1907, 1909, 1926             |
| Alabama Crimson Tide                                                                                           | 19 | 1925, 1926, 1930, 1934, 1941, 1961, 1964, 1965, 1973, 1978, 1979, 1992, 2009, 2011, 2012, 2015, 2017, 2020                                                             |
| Michigan Wolverines                                                                                            | 12 | 1901, 1902, 1903, 1904, 1918, 1923, 1932, 1933, 1947, 1948, 1997, 2023                                                                                                 |
| Notre Dame Fighting Irish                                                                                      | 11 | 1924, 1929, 1930, 1943, 1946, 1947, 1949, 1966, 1973, 1977, 1988 |
| USC Trojans | 11 | 1928, 1931, 1932, 1939, 1962, 1967, 1972, 1974, 1978, 2003, 2004 |
| Ohio State Buckeyes                                                                                            | 9  | 1942, 1954, 1957, 1961, 1968, 1970, 2002, 2014, 2024 |
| Pittsburgh Panthers                                                                                            | 9  | 1915, 1916, 1918, 1929, 1931, 1934, 1936, 1937, 1976 |
| Georgia Bulldogs                                                                                               | 7  | 1927, 1942, 1946, 1968, 1980, 2021, 2022 |
| Harvard Crimson*                                                                                               | 7  | 1890, 1898, 1899, 1910, 1912, 1913, 1919 |
| Oklahoma Sooners                                                                                               | 7  | 1950, 1955, 1956, 1974, 1975, 1985, 2000 |
| Penn Quakers*                                                                                                  | 7  | 1894, 1895, 1897, 1904, 1907, 1908, 1924 |
| Michigan State Spartans                                                                                        | 6  | 1951, 1952, 1955, 1957, 1965, 1966 |
| Minnesota Golden Gophers                                                                                       | 6  | 1934, 1935, 1936, 1940, 1941, 1960 |
| Tennessee Volunteers                                                                                           | 6  | 1938, 1940, 1950, 1951, 1967, 1998 |
| California Golden Bears                                                                                        | 5  | 1920, 1921, 1922, 1923, 1937 |
| Cornell Big Red*                                                                                               | 5  | 1915, 1921, 1922, 1923, 1939 |
| Illinois Fighting Illini                                                                                       | 5  | 1914, 1919, 1923, 1927, 1951 |
| Miami Hurricanes                                                                                               | 5  | 1983, 1987, 1989, 1991, 2001 |
| Nebraska Cornhuskers                                                                                           | 5  | 1970, 1971, 1994, 1995, 1997 |
| LSU Tigers | 4  | 1958, 2003, 2007, 2019 |
| Georgia Tech Yellow Jackets                                                                                    | 4  | 1917, 1928, 1952, 1990 |
| Texas Longhorns                                                                                                | 4  | 1963, 1969, 1970, 2005 |
| Clemson Tigers                                                                                                 | 3  | 1981, 2016, 2018 |
| Florida State Seminoles                                                                                        | 3  | 1993, 1999, 2013 |
| Army Black Knights                                                                                             | 3  | 1944, 1945, 1946 |
| Florida Gators                                                                                                 | 3  | 1996, 2006, 2008 |
| Lafayette Leopards*                                                                                            | 3  | 1896, 1921, 1926 |
| Ole Miss Rebels                                                                                                | 3  | 1959, 1960, 1962 |
| SMU Mustangs                                                                                                   | 3  | 1935, 1981, 1982 |
| Auburn Tigers                                                                                                  | 2  | 1957, 2010 |
| Chicago Maroons**                                                                                              | 2  | 1905, 1913 |
| Penn State Nittany Lions                                                                                       | 2  | 1982, 1986 |
| TCU Horned Frogs                                                                                               | 2  | 1935, 1938 |
| Washington Huskies                                                                                             | 2  | 1960, 1991 |
| Arkansas Razorbacks                                                                                            | 1  | 1964 |
| Boston College Eagles                                                                                          | 1  | 1940 |
| BYU Cougars | 1  | 1984 |
| Colorado Buffaloes                                                                                             | 1  | 1990 |
| Dartmouth Big Green*                                                                                           | 1  | 1925 |
| Iowa Hawkeyes                                                                                                  | 1  | 1958 |
| Kentucky Wildcats                                                                                              | 1  | 1950 |
| Maryland Terrapins                                                                                             | 1  | 1953 |
| Navy Midshipmen                                                                                                | 1  | 1926 |
| Stanford Cardinal                                                                                              | 1  | 1926 |
| Syracuse Orange                                                                                                | 1  | 1959 |
| Texas A&M Aggies                                                                                               | 1  | 1939 |
| UCLA Bruins | 1  | 1954 |
| źródło: College Football National Champions. [dostęp 2011-09-20]. [zarchiwizowane z tego adresu (2016-01-15)]. |    | |

- *Princeton, Yale, Harvard, Cornell, Penn Quakers, Lafayette i Dartmouth grają aktualnie (stan na rok 2024) w Football Championship Subdivision i nie mają możliwości zdobycia kolejnych tytułów mistrza kraju.
- **Chicago gra aktualnie (stan na rok 2024) w NCAA Division III i nie ma możliwości zdobycia kolejnych tytułów mistrza kraju.